# Корња
Корња (слч. Korňa) насељено је мјесто са административним статусом сеоске општине (слч. obec) у округу Чадца, у Жилинском крају, Словачка Република.

## Становништво
| Година:    | 1994. | 2004.   | 2014.   | 2024.   |
| ---------- | ----- | ------- | ------- | ------- |
| Број људи: | 2338  | 2237    | 2077    | 2020    |
| Разлика:   |       | -4,31 % | -7,15 % | -2,74 % |

| Година:    | 2023. | 2024.   |
| ---------- | ----- | ------- |
| Број људи: | 2025  | 2020    |
| Разлика:   |       | -0,24 % |

Према подацима о броју становника из 2024. године насеље је имало 2020 становника.